# Château de Bruchsal
Le château de Bruchsal (Schloss Bruchsal) est l'ancienne résidence des princes-évêques de Spire, à Bruchsal, aujourd'hui dans l'État du Bade-Wurtemberg en Allemagne.

## Historique

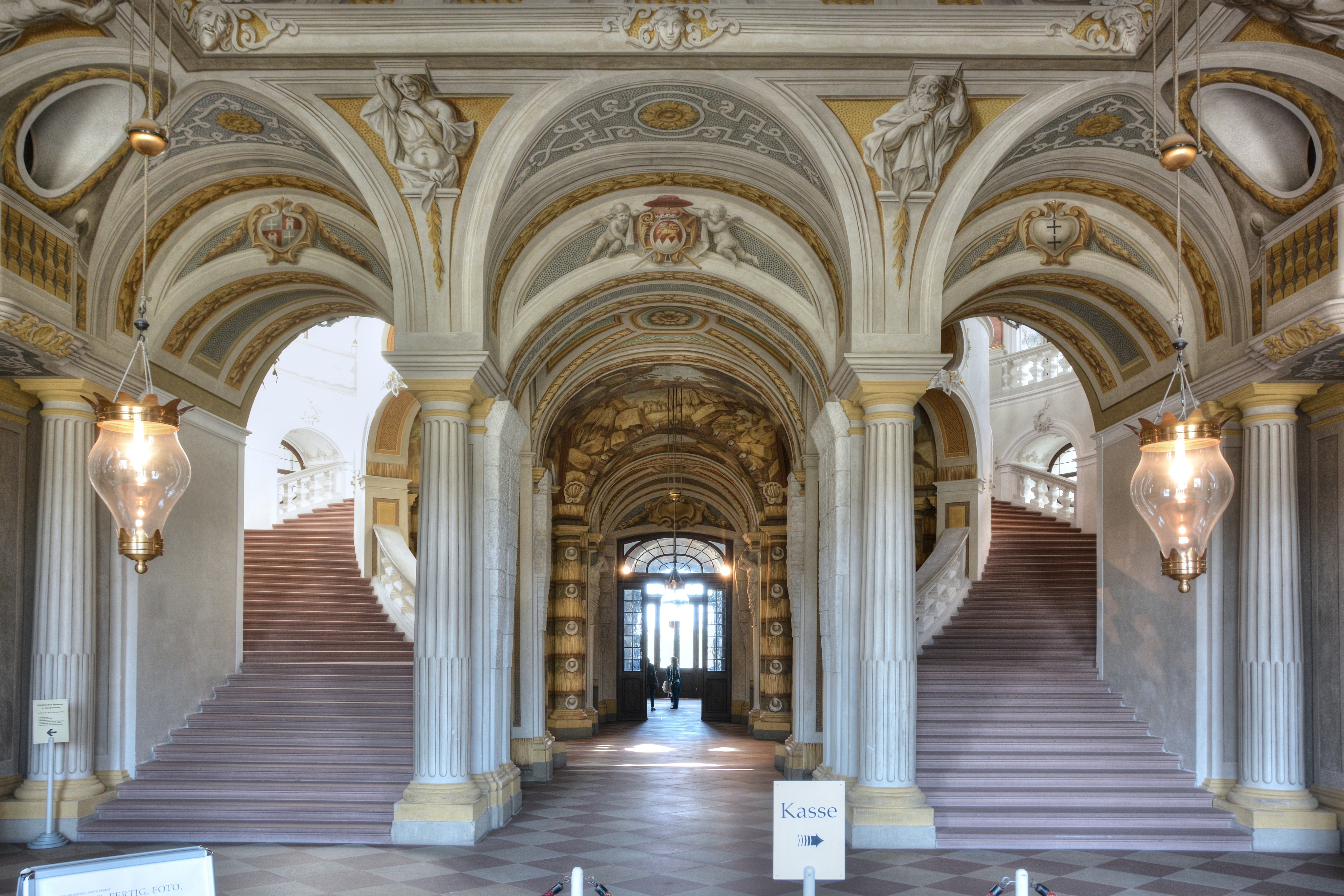
Le grand escalier construit par Neumann

Le château baroque de Bruchsal a été construit à partir de 1720 sur commande du prince-évêque de Schönborn-Buchheim, lorsque Spire étant en phase de reconstruction, il décide d'installer sa résidence permanente à Bruchsal. Spire étant à majorité protestante, le palais épiscopal de Spire n'est en effet pas reconstruit, sur décision du conseil de la ville.
Le château de Bruchsal est construit en grès de Loßburg en trois corps de bâtiment, selon les plans de Maximilian von Welsch, mais les travaux sont poursuivis à partir de 1731 par Balthasar Neumann, en particulier pour le corps de logis et le grand escalier qui mène aux deux grandes salles d'apparat. Le salon du prince est du côté de la ville et le salon de marbre, ou salon de l'empereur, du côté du jardin. Les fresques sont l'œuvre de Giovanni Francesco Marchini. Il peint entre 1731 et 1736 celles de l'entrée, de la grotte et de la salle du jardin, ainsi que celles de la façade du corps de logis et de l'orangerie.
La décoration intérieure de style rococo est terminée sous le règne du successeur de Mgr de Schönborn, Mgr von Hutten zu Stolzenberg. Les fresques illustrent le passé, le présent et le futur des princes-évêques selon des thèmes de la mythologie antique. Les stucs sont de Johann Michael Feuchtmayer et les fresques de Johannes Zick. Fritz Hirsch retrouvent entre 1900 et 1909 les couleurs originelles des façades. Le château comprend aussi la Damianstor (Porte de Damien) et une chapelle.
De 1806 à 1832, le château sert de résidence à la princesse Amalie von Baden, veuve, mère du 1er Grand-Duc de Bade, Charles-Frédéric, celle qu'on surnomme "la Belle-Mère de l'Europe", car ses filles épousent des princes considérables (le tsar Alexandre Ier, le roi de Suède Gustave IV Adolphe, Maximilien de Bavière...). Bruchsal est alors un lieu de rencontre pour la haute aristocratie européenne.
Le château est fortement endommagé par une attaque aérienne alliée, le 1er mars 1945 et brûle en partie. Les travaux de restauration se poursuivent jusque dans les années 1970.
Le château sert aujourd'hui de musée, avec des expositions permanentes. On y trouve le musée de Bruchsal et le musée des automates et boîtes à musique allemand. Ce musée compte parmi les plus grandes collections au monde depuis l'acquisition de plus de 100 instruments de la collection privée Jens Carlson de Königslutter. Avec ses quelque 500 pièces, il retrace l'historique de la musique mécanique, depuis les premiers coucous musicaux jusqu'aux volumineux accordéons, tambours et cymbales.
Il ne reste du jardin à la française rectangulaire que les structures, des allées avec une grande allées centrale et la terrasse avec ses bassins, ainsi que des statues baroques. Le reste a été transformé en jardin paysager romantique au XIXe siècle.

## Galerie

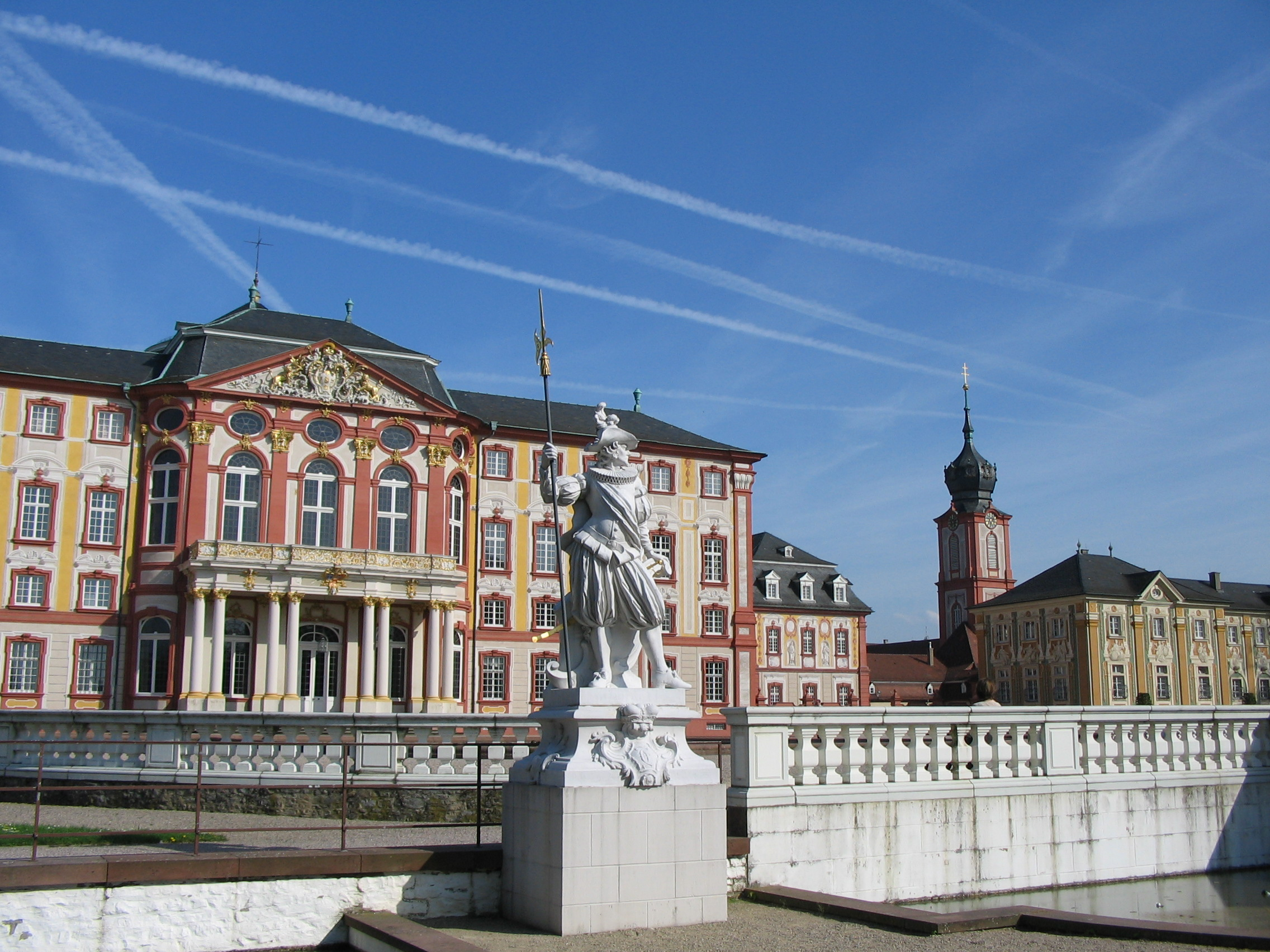
Façade du côté du jardin
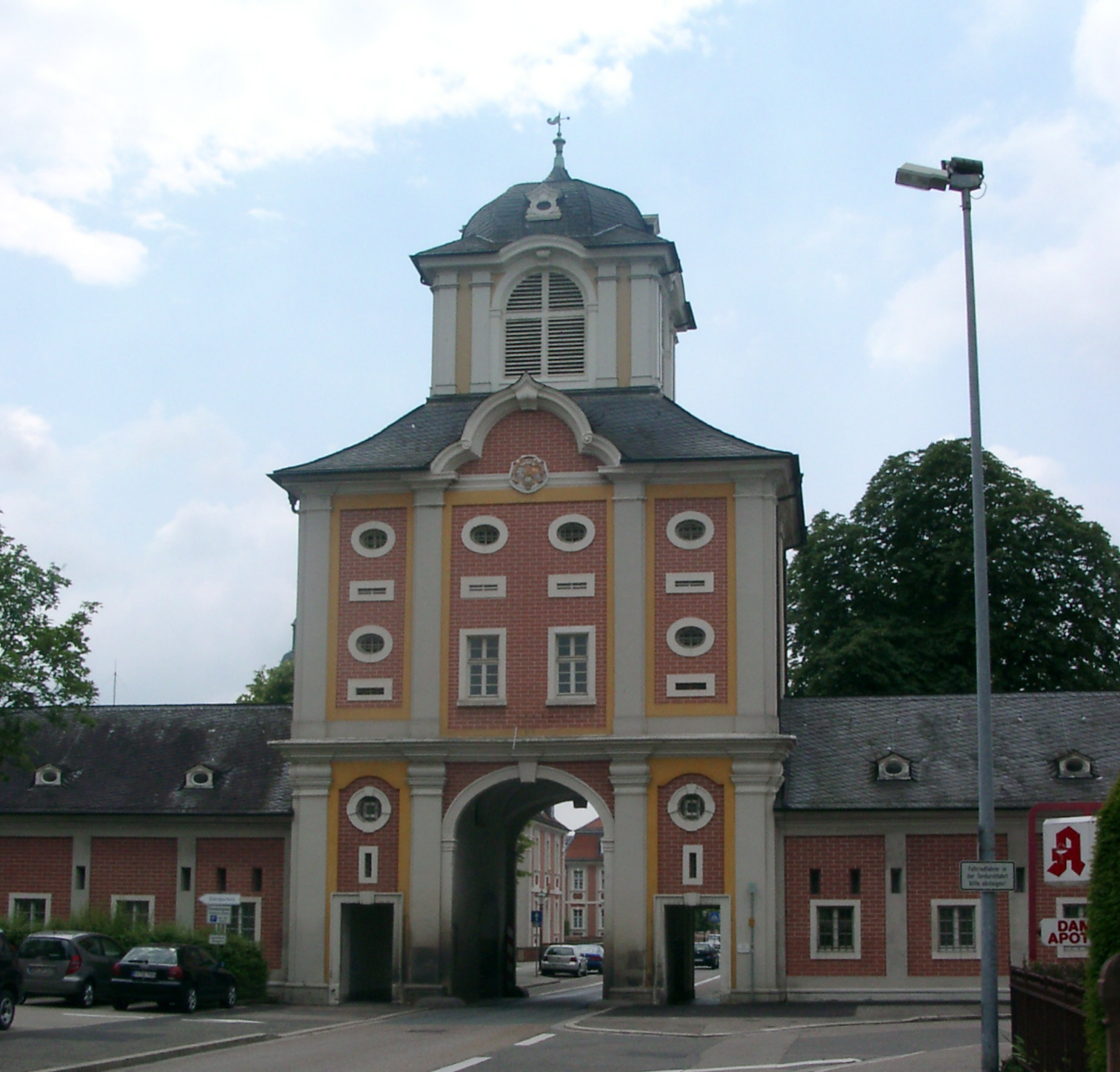
Porte de Damien (Damianstor)
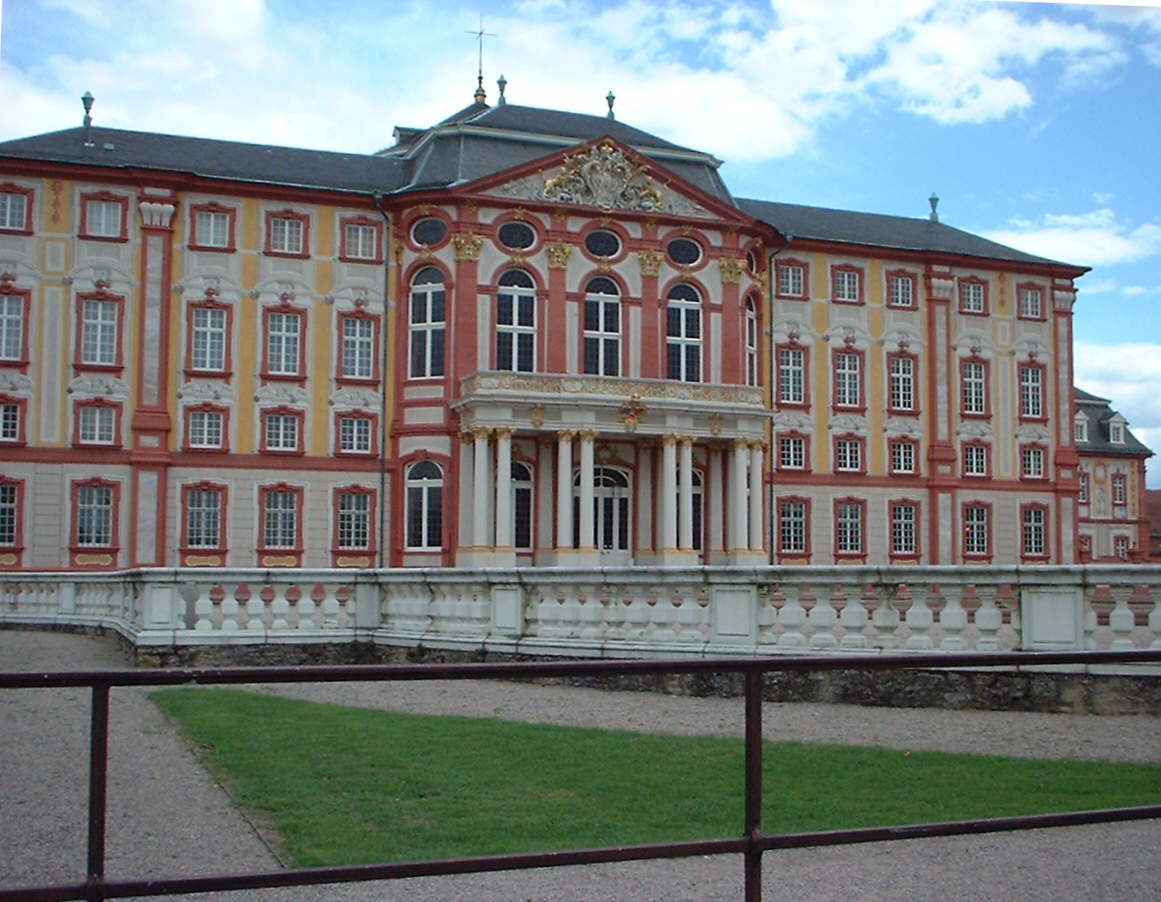
Façade d'honneur
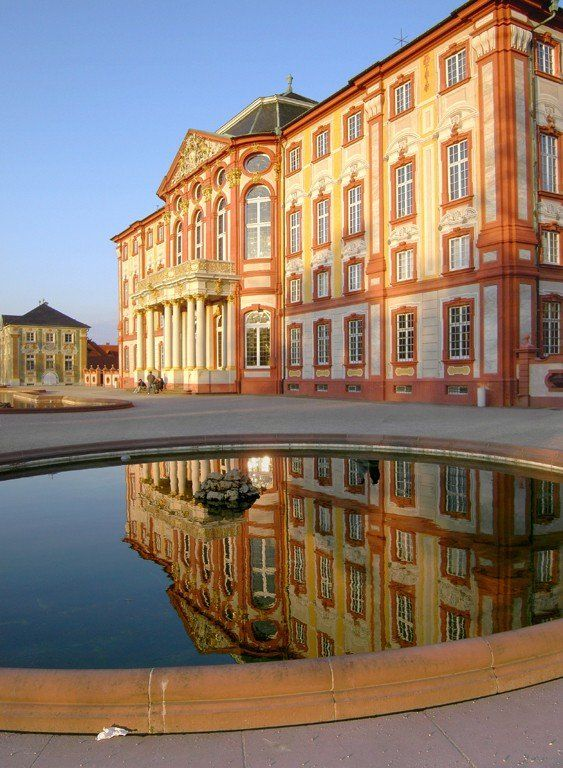
Cour d'honneur avec reflet du château dans un des bassins

## Source
- (de) Cet article est partiellement ou en totalité issu de l’article de Wikipédia en allemand intitulé « Schloss Bruchsal » (voir la liste des auteurs).